# Bouygues
Bouygues är en diversifierad fransk industrigrupp som grundas 1952 av Francis Bouygues och sedan 1989 leds av hans son Martin Bouygues.
Gruppen är uppbyggd kring tre aktiviteter: konstruktion med Bouygues Construction, Bouygues Immobilièr och Colas, telekommunikation med Bouygues Telecom och media genom TF1-gruppen.
År 2020 hade Bouygues en omsättning på 34 694 miljoner euro och hade aktiviteter i 81 länder och på fem kontinenter. I slutet av året hade gruppen mer än 129 000 anställda, varav 62 900 utanför Frankrike.